# 三和土
三和土（たたき）は、「敲き土（たたきつち）」の略で、赤土・砂利などに消石灰とにがりを混ぜて練り、塗って敲き固めた素材。3種類の材料を混ぜ合わせることから「三和土」と書く。叩き漆喰とも呼ばれる。土間の床に使われる。
「敲き土」とは花崗岩、安山岩などが風化して出来た土を言う。石灰と水を加えて練ると硬化する性質があるため、そこにこれらの土を混ぜ込んで固める。長崎の天川土、愛知県三河の三州土、京都深草の深草土などの叩き土に石灰や水を加えて練ったものを塗り叩き固め、一日二日おいた後に表面を水で洗い出して仕上げとする。
もともとはセメントがなかった時代に、地面を固めるために使われたとされる。日本では明治期において、服部長七が既存の三和土を改良した人造石工法が、湾港建築や用水路開削などの大規模工事にも用いられた。
転じて、日本式住宅の玄関における靴を脱がせるためのスペースを「三和土」と呼ぶ。コンクリート打ちやタイル貼りでも「三和土」と呼ぶことがある。